# Karl-Marx-Buchhandlung
Die Karl-Marx-Buchhandlung ist eine Buchhandlung in Frankfurt-Bockenheim.

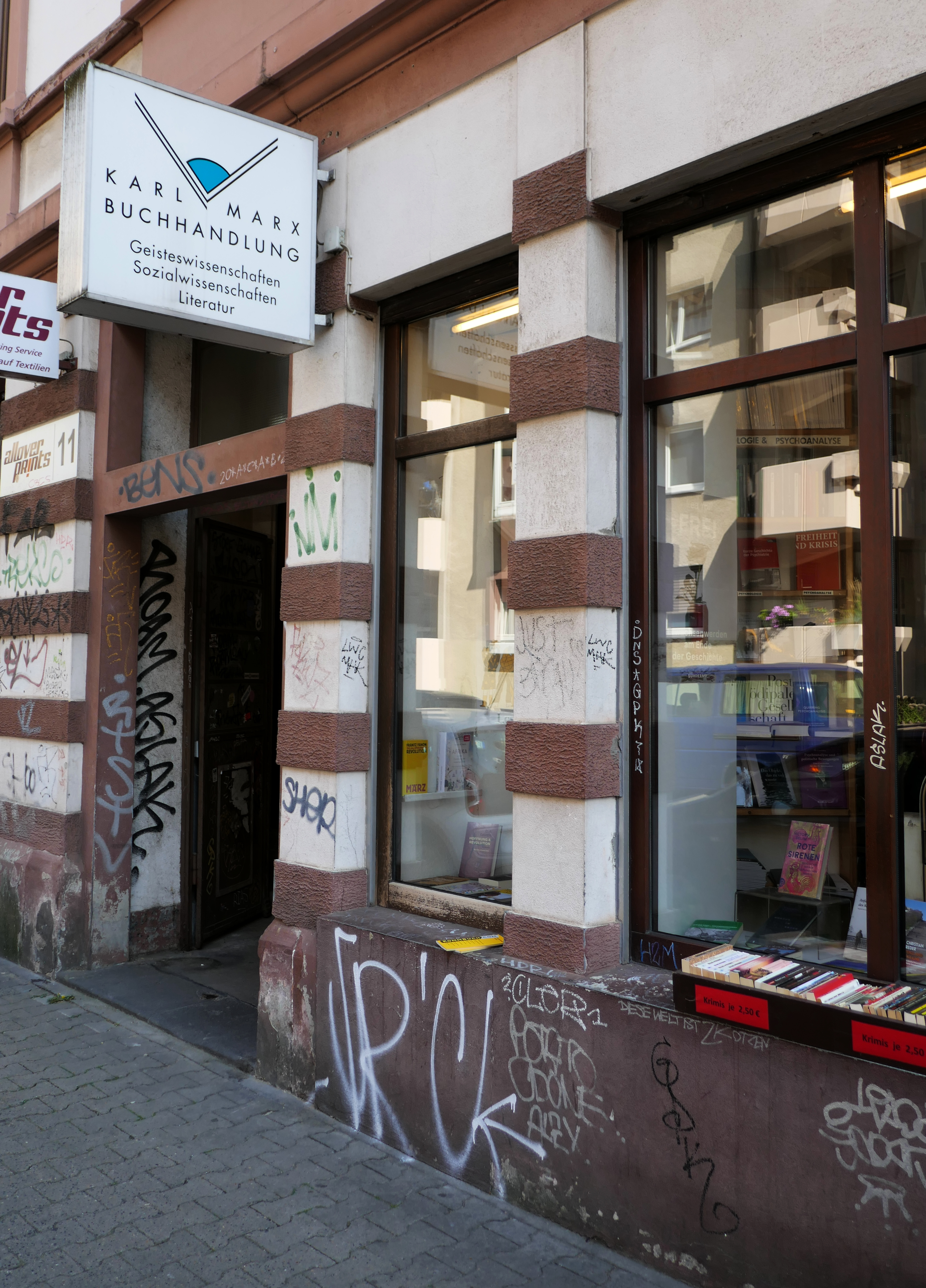
Karl-Marx-Buchhandlung in Frankfurt-Bockenheim.

## Geschichte
Die Buchhandlung entstand in Folge der westdeutschen Studentenbewegung der 1960er Jahre und wurde als Buchverkaufsstelle des Verlags Neue Kritik gegründet. Im November 1970 wurde in der Unterlindau 74 die Karl-Marx-Buchhandlung eröffnet. Joschka Fischer und die Lektorin Barbara Brinkmann, eher zufällig aus dem Umfeld des Verlags Neue Kritik erwählt (dessen Verkaufsstelle die Buchhandlung war), ließen sich als Gesellschafter der GmbH eintragen. Die notarielle Beurkundung erfolgte am 5. Februar 1971.
Kurz danach zog die Buchhandlung in die Jordanstraße 11.
Die Buchhandlung versorgte anfangs Gruppierungen aus dem Umfeld des Sozialistischen Deutschen Studentenbund mit politischer Literatur,
agierte im Umfeld der Frankfurter Spontis und rekrutierte neue Mitarbeiterinnen und Mitarbeiter u. a. aus den Reihen des Revolutionären Kampfs oder der vormaligen Marxistischen Aufbauorganisation.
Im Kollektiv arbeiteten in den 1970er Jahren u. a. Daniel Cohn-Bendit, Tom Koenigs und Johnny Klinke; Fischer war langjährig als „Kommanditist“ und Begründer des Antiquariats tätig. Nach anfänglichen Schwierigkeiten wurde der Ladenbetrieb durch die ausgebildeten Buchhändler Antje und Pieter Zandee professionell konsolidiert.
Nach den hessischen Kommunalwahlen 1989 wurde ein Brandanschlag auf die Buchhandlung verübt. 2001 wurde gemeinsam mit der Autorenbuchhandlung Frankfurt die auf Belletristik spezialisierte Filiale Marx & Co im Westend eröffnet. Die Karl-Marx-Buchhandlung gehört zu den Universitäts-Buchhandlungen der Stadt. Zum 35. Geburtstag im Jahr 2006 kamen einige frühe Mitarbeitende in der Buchhandlung erneut zusammen und diskutierten mit dem israelischen Historiker Dan Diner. 2013 wurde die Buchhandlung von der Fachzeitschrift Buchmarkt als Fachbuchhandlung des Jahres 2013 ausgezeichnet.